# Zöllner-Täuschung
Die Zöllner-Täuschung ist eine visuelle Wahrnehmungstäuschung, bei der parallele Linien abwechselnd divergierend oder konvergierend erscheinen, wenn sie von kurzen parallelen Linien schräg gekreuzt werden.

## Geschichte

Bild 1. Die Parallelität von Linien wird durch die Schraffierung scheinbar aufgehoben.

Die Täuschung ist nach dem Astrophysiker Karl Friedrich Zöllner (1834–1882) benannt und wurde von ihm 1860 veröffentlicht. Zöllner zeichnete die parallelen Linien vertikal (Bild 1; heute werden sie meist in 45°-Richtung dargestellt.). Zöllner berichtet, er habe die Täuschung an einem für einen Stoffdruck bestimmten Muster entdeckt. Er reichte seine Arbeit bei der Zeitschrift Annalen der Physik und Chemie ein, wobei dem Herausgeber Johann Christian Poggendorff an der Zeichnung dann das nach ihm benannte Wahrnehmungsphänomen auffiel.

## Beobachtung

Bild 2. Auch ohne Hauptlinien zeigen spiegelbildlich angeordnete Schraffierungen den Täuschungseffekt.

Die breiten Linien in Bild 1 weichen scheinbar von ihrem tatsächlichen vertikalen Verlauf ab. Sie erscheinen an den Enden abwechselnd weiter bzw. enger gestellt, wobei der größere Abstand an dem Ende beobachtet wird, zu dem die Schraffierungslinien hinzeigen. Ein Effekt bleibt auch dann erhalten, wenn die Schraffierungsmuster relativ zueinander verschoben sind. Die Intensität der Täuschung wird auch von der Orientierung des Stimulus bestimmt und ist etwas stärker bei einem diagonalen Verlauf der Hauptlinien. Sie tritt am deutlichsten in Erscheinung, wenn man den gesamten Stimulus ins Auge fasst und wird sogar dann beobachtet, wenn die Hauptlinien fehlen (Bild 2).

## Deutungsversuch
Der spitze Winkel zwischen einer Schraffierungslinie und der Hauptlinie wird als vergrößert wahrgenommen. Dieser Effekt wiederholt sich an jedem Kreuzungswinkel und führt in der Summe zu einer scheinbaren Neigung der gesamten Hauptlinie.

## Ähnliche Effekte
Ein scheinbare Änderung in der Neigung von Linien gegenüber ihrem tatsächlichen Verlauf zeigen auch die Orbison illusion sowie die Münsterberg-Täuschung. Zu einer kontinuierlichen Änderung der Neigung kommt es in der von Wundt und in der von Hering entdeckten Krümmung von Linien in einem Strahlenbüschel.